# Carabdytes
Carabdytes is een geslacht van kevers uit de familie  waterroofkevers (Dytiscidae).
Het geslacht is voor het eerst wetenschappelijk beschreven in 1992 door Balke, Hendrich & Wewalka.

## Soorten
Het geslacht omvat de volgende soorten:
- Carabdytes stephanieae Watts, Hancock & Leys, 2007
- Carabdytes upin Balke, Hendrich & Wewalka, 1992